# Watt-dampmaskine
Watt-dampmaskinen (undertiden kendt som Boulton og Watt-dampmaskine) var den første type dampmaskine, der anvendte en separat kondensator. Det var en vakuum eller "atmosfærisk" maskine, der brugte damp ved et tryk lige over atmosfærisk til at skabe et delvist vakuum under stemplet. Forskellen mellem atmosfæriske tryk over stemplet og det delvise vakuum drev stemplet ned. James Watt undgik brugen af højtryksdamp, på grund af sikkerhedsproblemer. Watts design blev synonymt med dampmaskiner, hvilket i høj grad skyldtes hans samarbejdspartner, Matthew Boulton.
Watt-dampmaskinen, der udviklede sig sporadisk fra 1763 til 1775, var en forbedring af Newcomen-dampmaskinen fra 1712s design og spillede en central rolle under den industrielle revolution.
Watts to vigtigste forbedringer var den separate kondensator og rotationsbevægelse. Den separate kondensator, der er placeret uden for cylinderen, kondenserede damp uden at afkøle stempel og cylindervægge, hvilket den indre spray i Newcomens maskine også gjorde. Watts maskines effektivitet var mere end det dobbelt af Newcomen maskinen. Rotationsbevægelse var mere egnet til industriel kraft end Newcomen-dampmaskinens oscillerende stråle.